# Ebba Buschová
Ebba-Elisabeth Buschová (rozená Busch-Christensen, provdaná  Busch-Thor, * 11. února 1987 Starouppsalská farnost, Uppsala) je švédská politička, od října 2022 místopředsedkyně vlády a ministryně energetiky, obchodu a průmyslu Švédského království ve středopravicovém menšinovém kabinetu Umírněných, Křesťanských demokratů a Liberálů podporovaném Švédskými demokraty. Od dubna 2015 je předsedkyní Křesťanských demokratů, kterou byla zvolena jako první žena. V září 2018 se stala členkou švédského parlamentu, Riksdagu, za obvod východní Västra Götaland. 

## Osobní život
Narodila se do rodiny norského otce a švédské matky a považuje se za jak za Švédku, tak Norku. Vyrůstala nedaleko Uppsaly, kde navštěvovala základní školu církve Livets Ord. Po maturitě na gymnaziální Katedrální škole v Uppsale vystudovala obor mírová a konfliktní studia na Uppsalské univerzitě.
V letech 2013–2020 byla vdaná za fotbalistu Niklase Thora. Do manželství se narodili syn Birger (nar. 2015) a dcera Elise (nar. 2017).

## Politika
Začínala v místní politice, kde byla v roce 2010 zvolena za Křesťanské demokraty do městské rady Uppsaly. Už v té době byla kritická k předsedovi Göranu Hägglundovi a ve stranických volbách v roce 2012 podpořila poraženého protikandidáta Matse Odella. Ve volbách v roce 2015 byla zvolena do čela strany a ve funkci vystřídala Hägglunda.